# شهرستان کمیجان
شهرستان کُمیجان یکی از شهرستان‌های تابعه استان مرکزی ایران است. مرکز آن شهر کمیجان است که در۷۵ کیلومتری شهر اراک قرار دارد. 
در سال ۱۳۸۱ وفس.به مرکزیت کمیجان حذف شده و شهرستان کمیجان ایجاد شد. فرماندار امید مددی

## تقسیمات کشوری
شهرستان کمیجان از دو بخش با نام‌های بخش مرکزی و بخش میلاجرد تشکیل یافته‌است و جمعاً چهار دهستان به شرح زیر دارد:
- بخش مرکزی
  - دهستان اسفندان
  - دهستان وفس
- بخش میلاجرد
  - دهستان خسروبیگ
  - دهستان میلاجرد

## جمعیت
بنابر سرشماری مرکز آمار ایران، جمعیت شهرستان کمیجان در سال ۱۳۹۵ برابر با ۳۶٬۴۴۱ نفر بوده‌است که از این میان ۱۸٬۴۸۵ نفر مرد و ۱۷٬۹۵۶ نفر زن بوده‌اند. این شهرستان ۱۱٬۳۳۹ خانوار دارد.

## آثار تاریخی و مراکز تفریحی
از آثار دیدنی در منطقه می‌توان به غار ورد در شمال کمیجان، منطقه سیاحتی وفس و تپه معروف و باستانی قلعه تپه میلا جرد در شهر میلاجرد اشاره کرد.
از دیگر مراکز تفریحی و گردشگری این شهرستان می‌توان به روستای باستانی فردغان از بخش بزرگ خنجین اشاره کرد. شرایط آب و هوایی این روستا در استان مرکزی کم‌نظیر و مناطق دیدنی بسیار بکر وصخره‌های سر به فلک کشیده‌ای دارد.
طبق مستندات تاریخی آتشکده آذرگشسب در این روستا واقع است. امامزاده عبدالله نیز در این روستا واقع است اما مدتی است که این روستا و بخش خنجین زیر مجموعه فراهان به‌شمار می‌رود و جزو شهرستان کمیجان نیست.
این شهرستان دارای مناطق روستایی و دشت‌های باصفای بسیاری است که از آن جمله می‌توان از آمره، فامرین و بسیاری دیگر از مناطق روستایی اشاره نمود.